# Parroquia de Madison
La parroquia de Madison (en inglés: Madison Parish), fundada en 1838, es una de las 64 parroquias del estado estadounidense de Luisiana. En el año 2000 tenía una población de 13.728 habitantes con una densidad poblacional de 8 personas por km². La sede de la parroquia es Tallulah.

## Geografía
Según la Oficina del Censo, la parroquia tiene un área total de 1685 km² (650,6 mi²), de la cual 1616 km² (623,9 mi²) es tierra y 69 km² (26,6 mi²) (4,07%) es agua.

### Parroquias y condados adyacentes
- Parroquia de East Carroll - norte
- Condado de Warren (Misisipi) - este
- Parroquia de Tensas - sur
- Parroquia de Franklin - suroeste
- Parroquia de Richland - noroeste

## Carreteras
- Interestatal 20
- U.S. Highway 65
- U.S. Highway 80

## Demografía
En el 2000 la renta per cápita promedia de la parroquia era de $20.509, y el ingreso promedio para una familia era de $23.589. En 2000 los hombres tenían un ingreso per cápita de $26.394 versus $16.141 para las mujeres. El ingreso per cápita para la parroquia era de $10.114. Alrededor del 36,70% de la población estaba bajo el umbral de pobreza nacional.

## Ciudades y pueblos
| - Delta - Mound | - Richmond - Tallulah |